# Cotyledon 'Mr. Butterfield'
Cotyledon 'Mr. Butterfield', hibridna biljka iz porodice Crassulaceae, uzgojena u vrtu.

## Opis
Sukulentna biljka, grmolikog izgleda naraste do 60 cm visine. Cvjetovi narančaste boje pojavljuju se u kasno prolječe.

## Uzgoj
- Preporučena temperatura:  Dan: 21-27°C ,Noć: 9-11°C[1]
- Tolerancija vrućine:  držati ga u sjeni za velikih vrućina[1]
- Izloženost suncu:  cijelo vrijeme, ali na zasjenjenom mjestu[1]
- Potrebnost vode: zahtjeva malo vode[1]